# 阿部氏鯔鰕虎魚
阿部氏鯔鰕虎魚（学名：Mugilogobius abei）为輻鰭魚綱鱸形目鰕虎鱼科鯔鰕虎魚屬的降海洄游鱼类，又名阿部氏鯔鰕虎，阿布鲻鰕虎。

## 分佈
本魚分布于太平洋北部的日本東京灣到種子島，沖繩，韓國，越南，香港，台灣、中国南海、台湾海峡、东海、黄海等地的汽水域中。该物种的模式产地在日本和歌山。

## 特徵
本魚體延長略呈圓柱狀；眼大，腹鰭癒合成吸盤。魚體褐色，前半部具數條黑色橫帶，後半部有2條深色縱紋，第一背鰭的第2至4棘呈絲狀延長，中央具白色縱帶，背鰭硬棘6至8枚，背鰭軟條7至9枚，臀鰭硬棘1枚，臀鰭軟條7至9枚，體長可達4.1公分。

## 生態
本魚棲息在河川下游、河口或紅樹林等沙泥底質且水流平緩的地區，屬雜食性，以有機碎屑及小型底棲無脊椎動物為食。

## 經濟利用
可做為觀賞魚。

## 扩展阅读
維基物種上的相關：阿部氏鯔鰕虎魚